# Theta Herculis
Désignations
Theta Herculis (θ Her, θ Herculis) est une étoile géante de 4e magnitude de la constellation d'Hercule. D'après la mesure de sa parallaxe annuelle par le satellite Hipparcos, elle est située à environ ∼ 750 a.l. (∼ 230 pc) de la Terre. Elle se rapproche du Système solaire à une vitesse radiale de −28 km/s.

## Propriétés
Theta Herculis est une étoile géante lumineuse de type spectral K1IIa CN2, avec la notation « CN2 » qui indique qu'il s'agit d'une étoile à CN forte. En 1935, l'astronome français P. Muller découvrit que Theta Herculis était une variable irrégulière avec une variation de magnitude entre 3,7 et 4,1 et une périodicité de 8 à 9 jours.
L'étoile est estimée être âgée de 130 millions d'années et elle est 4,9 fois plus massive que le Soleil. Son rayon est 90 fois plus grand que le rayon solaire, elle est environ 2 400 fois plus lumineuse que le Soleil et sa température de surface est de 4 266 K.

## Étymologie
Dans le Calendarium of Al Achsasi Al Mouakket, Theta Herculis était appelée Rekbet al Jathih al Aisr, qui fut traduit en latin par Genu Sinistrum Ingeniculi, signifiant « le genou gauche de l'homme agenouillé ». Le nom traditionnel Rukbalgethi Genubi qui est rencontré dans plusieurs textes[Lesquels ?] est étymologiquement similaire à celui des étoiles Ruchbah et Zubenelgenubi, le terme « ruchbah » signifiant « genou » tandis que « genubi » signifie « austral », d'où le « genou austral », une signification qui peut être retenue facilement en observant la carte de la constellation[source insuffisante].
En chinois, 天紀 (Tiān Jì), signifiant Discipline céleste, fait référence à un astérisme constitué de θ Herculis, ξ Coronae Borealis, ζ Herculis, ε Herculis, 59 Herculis, 61 Herculis, 68 Herculis et HD 160054. Par conséquent, θ Herculis elle-même est appelée 天紀九 (Tiān Jì jiǔ, la neuvième étoile de la discipline céleste).